# Tour of Britain

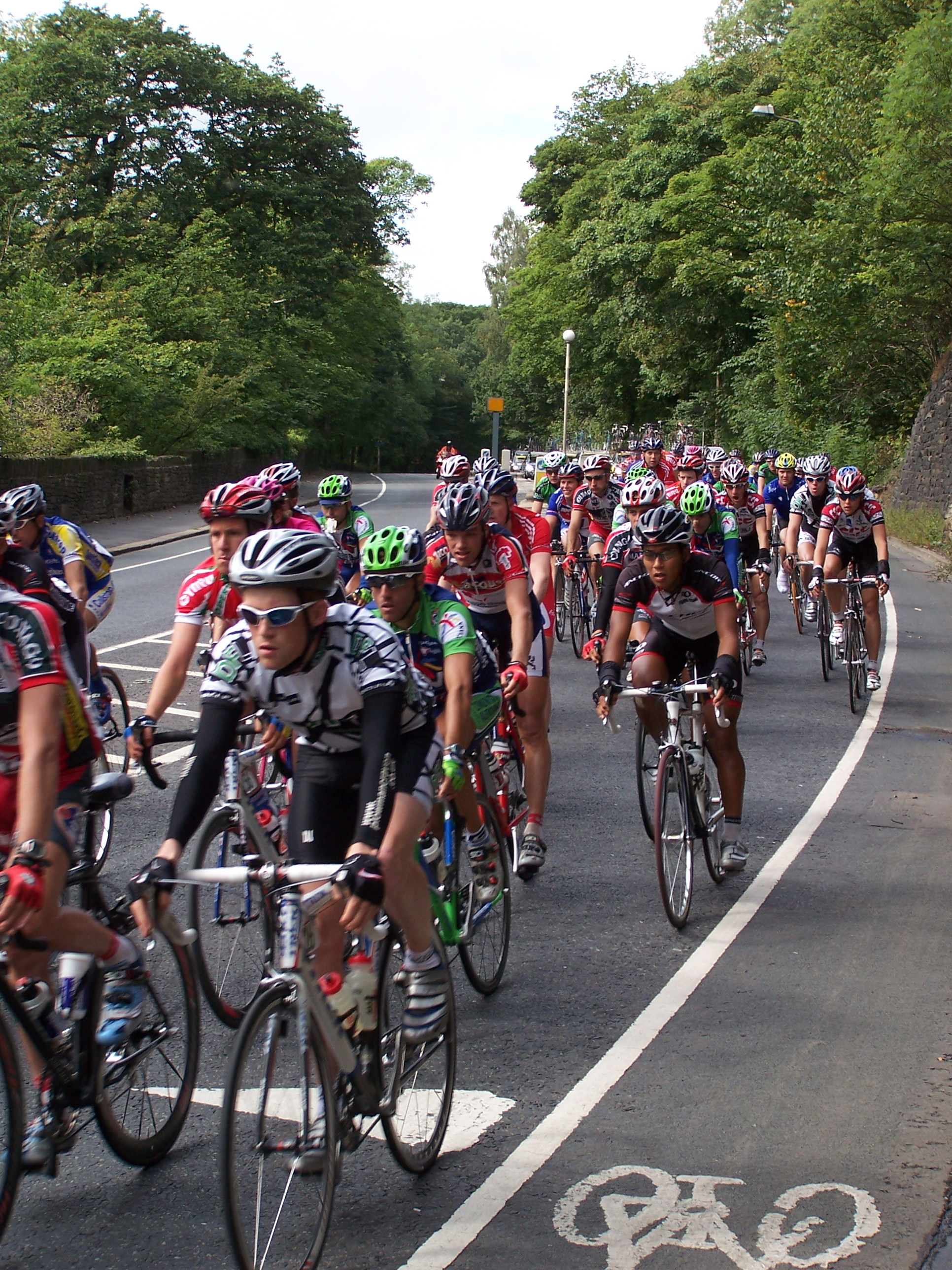
Kolarze podczas edycji 2005

Tour of Britain – wieloetapowy wyścig kolarski w Wielkiej Brytanii rozgrywany od 1951.
Wyścig początkowo miał na celu rozpropagowanie kolarstwa na Wyspach Brytyjskich poprzez udział brytyjskich, szkockich i walijskich drużyn. Wyścig został zapoczątkowany w 1951, jednak pierwsza profesjonalna edycja odbyła się w roku 2004.
Tour of Britain był częścią UCI Europe Tour, a od 2020 należy do UCI ProSeries.
Wyścig trzykrotnie wygrywali polscy kolarze: Eugeniusz Pokorny w 1962, Józef Gawliczek w 1966 oraz Jan Brzeźny w 1978.

## Historia
Wyścig miał wiele nazw, w zależności od głównego sponsora:
- Daily Express Tour of Britain (1951–1955)

Szkot Ian Steel wygrał pierwszą edycję w 1951, w której to startował również Jimmy Savile. W 1955 wyścig był organizowany przez British League of Racing Cyclists.
- Milk Race (1958–1993)

W latach największej popularności, ta dwutygodniowa impreza miała podobny status do Wyścigu Pokoju, ponieważ brało w niej udział wiele drużyn zagranicznych. Od roku 1983, wyścig był dostępny także dla teamów zawodowych. Sponsor główny, Milk Marketing Board sponsorował również Scottish Milk Race, mniejszy wyścig rozgrywany w Szkocji.
- Kellogg's Tour (1987–1994)
- Prudential Tour (1998–1999)

## Zwycięzcy
Opracowano na podstawie:
- Milk Race (1958–1993)

| Rok  | Pierwsze           | Drugie                      | Trzecie                 |
| ---- | ------------------ | --------------------------- | ----------------------- |
| 1958 | Richard Durlacher  | William Bradley             | Alfons Sweeck           |
| 1959 | William Bradley    | John Geddes                 | Constant De Keyser      |
| 1960 | William Bradley    | Bill Holmes                 | Owe Adamson             |
| 1961 | Bill Holmes        | Juan María Uribezubia Velar | Warwick Dalton          |
| 1962 | Eugeniusz Pokorny  | Bill Holmes                 | Jim Hinds               |
| 1963 | Pete Chisman       | Constantin Dumitrescu       | José Goyeneche          |
| 1964 | Arthur Metcalfe    | Vicente López Carril        | Terry West              |
| 1965 | Les West           | Janusz Janiak               | John Bettison           |
| 1966 | Józef Gawliczek    | Stanislav Tschepel          | Peter Abt               |
| 1967 | Les West           | Dave Rollinson              | Stanisław Demel         |
| 1968 | Gösta Pettersson   | Vladimir Sokolov            | Peter Doyle             |
| 1969 | Fedor den Hertog   | Popke Oosterhof             | Peter Buckley           |
| 1970 | Jiří Mainuš        | Józef Mikołajczyk           | Matthijs de Koning      |
| 1971 | Fedor den Hertog   | Marcel Duchemin             | Josef Fuchs             |
| 1972 | Hennie Kuiper      | Marcel Duchemin             | Jerzy Żwirko            |
| 1973 | Piet van Katwijk   | Bernt Johansson             | Fedor den Hertog        |
| 1974 | Roy Schuiten       | Ryszard Szurkowski          | Tord Filipsson          |
| 1975 | Bernt Johansson    | Vladimír Vondráček          | Tord Filipsson          |
| 1976 | William Nickson    | Joseph Waugh                | Sven-Åke Nilsson        |
| 1977 | Saïd Gusseïnov     | Alf Segersäll               | Paul Carbutt            |
| 1978 | Jan Brzeźny        | Lennart Fagerlund           | Bob Downs               |
| 1979 | Juri Kaschirin     | Janusz Pożak                | Hynek Dvořáček          |
| 1980 | Iwan Miszczenko    | Ramazan Galaletdinow        | Siergiej Suchoruczenkow |
| 1981 | Sergey Krivosheyev | Andriej Wiediernikow        | Zbigniew Szczepkowski   |
| 1982 | Juri Kaschirin     | Oleg Łogwin                 | Ołeh Czużda             |
| 1983 | Matt Eaton         | Stefan Brykt                | Malcolm Elliott         |
| 1984 | Ołeh Czużda        | Stefan Brykt                | Kjell Nilsson           |
| 1985 | Eric Van Lancker   | Roy Knickman                | Paul Watson             |
| 1986 | Joey McLoughlin    | Malcolm Elliott             | Shane Sutton            |
| 1987 | Malcolm Elliott    | Ołeksandr Zinowjew          | Miroslav Sýkora         |
| 1988 | Wasilij Żdanow     | Peter Přikryl               | Steve Jones             |
| 1989 | Brian Walton       | Keith Reynolds              | Olaf Lurvik             |
| 1990 | Shane Sutton       | Rob Holden                  | Miroslav Vašiček        |
| 1991 | Chris Walker       | Simeon Hempsall             | Keith Reynolds          |
| 1992 | Conor Henry        | Willy Willems               | Peter Verbeken          |
| 1993 | Chris Lillywhite   | Ole Sigurd Simensen         | Daniel Kovar            |

- Kellogg's Tour (1987–1994)

| Rok  | Pierwsze            | Drugie             | Trzecie            |
| ---- | ------------------- | ------------------ | ------------------ |
| 1987 | Joey McLoughlin     | Steven Rooks       | Sergio Finazzi     |
| 1988 | Malcolm Elliott     | Joey McLoughlin    | Sean Kelly         |
| 1989 | Robert Millar       | Mauro Gianetti     | Remig Stumpf       |
| 1990 | Michel Dernies      | Robert Millar      | Maurizio Fondriest |
| 1991 | Phil Anderson       | Rudy Verdonck      | Heinz Imboden      |
| 1992 | Maximilian Sciandri | Adrie van der Poel | Hendrik Redant     |
| 1993 | Phil Anderson       | Wladimir Belli     | Bo André Namtvedt  |
| 1994 | Maurizio Fondriest  | Wiaczesław Jekimow | Olaf Ludwig        |

- Prudential Tour (1998–1999)

| Rok  | Pierwsze       | Drugie         | Trzecie            |
| ---- | -------------- | -------------- | ------------------ |
| 1998 | Stuart O’Grady | Chris Boardman | Dariusz Baranowski |
| 1999 | Marc Wauters   | Benoît Joachim | Bjørnar Vestøl     |

- Tour of Britain (od 2004)

| Rok  | Pierwsze             | Drugie                     | Trzecie            |
| ---- | -------------------- | -------------------------- | ------------------ |
| 2004 | Mauricio Ardila      | Julian Dean                | Nick Nuyens        |
| 2005 | Nick Nuyens          | Michael Blaudzun           | Javier Cherro      |
| 2006 | Martin Pedersen      | Luis Pasamontes            | Filippo Pozzato    |
| 2007 | Romain Feillu        | Adrián Palomares           | Luke Roberts       |
| 2008 | Geoffroy Lequatre    | Steve Cummings             | Ian Stannard       |
| 2009 | Edvald Boasson Hagen | Christopher Sutton         | Martin Reimer      |
| 2010 | Michael Albasini     | Borut Božič                | Greg Henderson     |
| 2011 | Lars Boom            | Steve Cummings             | Jan Bárta          |
| 2012 | Nathan Haas          | Damiano Caruso             | Leigh Howard       |
| 2013 | Bradley Wiggins      | Martin Elmiger             | Simon Yates        |
| 2014 | Dylan van Baarle     | Michał Kwiatkowski         | Bradley Wiggins    |
| 2015 | Edvald Boasson Hagen | Wout Poels                 | Owain Doull        |
| 2016 | Steve Cummings       | Rohan Dennis               | Tom Dumoulin       |
| 2017 | Lars Boom            | Edvald Boasson Hagen       | Stefan Küng        |
| 2018 | Julian Alaphilippe   | Wout Poels                 | Primož Roglič      |
| 2019 | Mathieu van der Poel | Matteo Trentin             | Jasper De Buyst    |
| 2021 | Wout van Aert        | Ethan Hayter               | Julian Alaphilippe |
| 2022 | Gonzalo Serrano      | Thomas Pidcock             | Omar Fraile        |
| 2023 | Wout van Aert        | Tobias Halland Johannessen | Damien Howson      |
| 2024 | Stephen Williams     | Oscar Onley                | Tom Donnenwirth    |